# 同潤会アパート

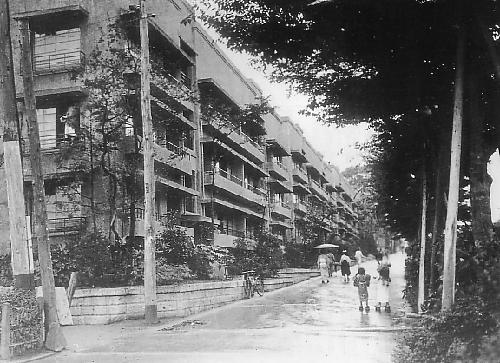
建設後まもない青山同潤会アパート
（東京・表参道）

同潤会アパート（どうじゅんかいアパート）は、財団法人同潤会が大正時代末期から昭和時代初期にかけて東京・横浜の各地に建設した鉄筋コンクリート造（RC造）集合住宅の総称である。同潤会が建設した同潤会アパートは近代日本で最初期の鉄筋コンクリート造集合住宅として、住宅史・文化史上、貴重な存在であり、居住者に配慮したきめ細かな計画などの先見性が評価されている。

## 概要
1923年（大正12年）に発生した関東大震災では木造家屋が密集した市街地が大きな被害を受けた。同潤会は復興支援のために設立された団体であり、耐震・耐火の鉄筋コンクリート構造のアパートメントの建設は主要事業の1つであった。
同潤会アパートメントの果たした画期的意義として、防災に強いアパートメントを目指したことが挙げられる。構造を鉄筋コンクリート造にしただけでなく、各戸の障壁を不燃化すると共に、防火扉などを標準仕様にした。
不燃構造の集合住宅としては、1916年以降に建設された軍艦島の集合住宅群が先行事例である。また、不燃構造の公的な住宅としては、横浜市と東京市の事例があった。
同潤会は1924年（大正13年）から1933年（昭和8年）の間に、東京13か所2225戸、横浜2か所276戸のアパートメントと、コンクリート造の共同住宅1か所140戸を建設した。
電気・都市ガス・水道・ダストシュート・水洗式便所など最先端の近代的な設備を備えていた。大塚女子アパートは、完成時はエレベーター・食堂・共同浴場・談話室・売店・洗濯室、屋上には、音楽室・サンルームなどが完備されていて当時最先端の独身の職業婦人羨望の居住施設だった。婦人の社会進出が遅れていた当時にあって、大塚アパートメントに象徴される日本初の女性専用アパートメントを提供したことは、同潤会アパートメントが果たした画期的意義の一つである。

## 同潤会アパート
同潤会アパート（下表のうち15か所）は、都市生活者の利便のために用意されたアパートメント事業によるもので、土地・建物は同潤会が所有し、入居者は一般募集された。居住者として想定されていたのは主に都市の中間層（サラリーマンなど）だった（大塚女子アパートは独身の職業婦人向け）。
猿江裏町共同住宅はスラムの改善を目的とした不良住宅改良事業によるもので、土地収用法の事業認定を得て同潤会が用地を買収し、居住者を移転させて共同住宅を建設、元の居住者は低額の家賃で入居させた
|    | アパートの名称         | 竣工年                       | 解体年             | 所在地                                                 | 棟数戸数                     | 位置 | 備考 |
| -- | ---------------------- | ---------------------------- | ------------------ | ------------------------------------------------------ | ---------------------------- | --- | --- |
| 1  | 中之郷アパートメント   | 1926年（大正15年）           | 1988年（昭和63年） | 本所区向島中之郷町（現・墨田区押上二丁目）             | 3階建6棟、102戸              | 北緯35度42分45.5秒 東経139度48分43.5秒 | 現在はセトル中之郷 |
| 2  | 青山アパートメント     | 1926年（1期）、1927年（2期） | 2003年（平成15年） | 豊多摩郡千駄ヶ谷町穏田（現・渋谷区神宮前四丁目）       | 3階建10棟、138戸             | 北緯35度40分2秒 東経139度42分32秒 | 現在は表参道ヒルズ |
| 3  | 代官山アパートメント   | 1927年（昭和2年）            | 1996年（平成8年）  | 豊多摩郡渋谷町大字下渋谷字代官山（現・渋谷区代官山町） | 2階建23棟、 3階建13棟、337戸 | 北緯35度38分56.5秒 東経139度42分11.5秒 | 当初の名称は「渋谷アパートメント」 現在は代官山アドレス                                                                                 |
| 4  | 柳島アパートメント     | 1926年（1期) 、1927年（2期） | 1993年（平成5年）  | 本所区横川橋（現・墨田区横川）                         | 3階建6棟、193戸              | 北緯35度42分20秒 東経139度48分59秒 | 現在はプリメール柳島 |
| 5  | 住利共同住宅           | 1927年（1期）、1930年（2期） | 1992年（平成4年）  | 深川区猿江裏町（現・江東区住吉・毛利）                 | 3階建18棟、294戸             | 北緯35度41分24.5秒 東経139度48分47秒 北緯35度41分27秒 東経139度48分46.5秒                                                                     | 当初の名称は「猿江裏町共同住宅」。「住利」は地名の住吉と毛利から。 現在はツインタワーすみとし（住吉館・毛利館）、敷地の一部はあそか病院 |
| 6  | 清砂通アパートメント   | 1927年（1期）―1929年（5期）  | 2002年（平成14年） | 深川区東大工町（現・江東区白河・三好）                 | 4階建3棟、 3階建13棟、663戸  | 北緯35度40分55.8秒 東経139度48分21秒北緯35度40分55秒 東経139度48分27秒 北緯35度40分52秒 東経139度48分29秒北緯35度40分54秒 東経139度48分33.5秒 | 当初の名称は「東大工町アパートメント」。 現在はイーストコモンズ清澄白河                                                                 |
| 7  | 山下町アパートメント   | 1927年（昭和2年）            | 1987年（昭和62年） | 横浜市中区山下町                                       | 3階建2棟、158戸              | 北緯35度26分29.2秒 東経139度38分42秒 | 現在はレイトンハウス |
| 8  | 平沼町アパートメント   | 1927年                       | 1982年（昭和57年） | 横浜市神奈川区平沼町（現・西区平沼）                   | 3階建2棟、118戸              | 北緯35度27分43秒 東経139度37分11秒 | 現在はモンテベルテ横浜 |
| 9  | 三ノ輪アパートメント   | 1928年（昭和3年）            | 2009年（平成21年） | 北豊島郡日暮里町大字日暮里（現・荒川区東日暮里二丁目） | 4階建2棟、52戸               | 北緯35度43分45.2秒 東経139度47分4.5秒 | 現在はBELISTA東日暮里 |
| 10 | 三田アパートメント     | 1928年                       | 1986年（昭和61年） | 芝区三田豊岡町（現・港区三田五丁目）                   | 4階建1棟、68戸               | 北緯35度38分46.8秒 東経139度44分20.5秒 | 現在はシャンボール三田 |
| 11 | 鶯谷アパートメント     | 1929年（昭和4年）            | 1999年（平成11年） | 北豊島郡日暮里町大字日暮里（現・荒川区東日暮里五丁目） | 3階建3棟、96戸               | 北緯35度43分33.5秒 東経139度46分34.5秒 | 当初の名称は「日暮里アパートメント」 現在はリーデンスタワー                                                                             |
| 12 | 上野下アパートメント   | 1929年                       | 2013年（平成25年） | 下谷区北稲荷町（現・台東区東上野五丁目）               | 4階建2棟、76戸               | 北緯35度42分43.5秒 東経139度46分57秒 | 現在はザ・パークハウス上野 |
| 13 | 虎ノ門アパートメント   | 1929年                       | 2000年（平成12年） | 麹町区霞ヶ関（現・千代田区霞が関一丁目）               | 6階建1棟、64戸               | 北緯35度40分13.7秒 東経139度45分5.2秒 | 同潤会本部。当初独身寮があったが江戸川アパート竣工後に移転させ、全室事務室。 現在は大同生命霞が関ビル                                   |
| 14 | 大塚女子アパートメント | 1930年（昭和5年）            | 2003年（平成15年） | 小石川区大塚窪町（現・文京区大塚三丁目）               | 5階建1棟、158戸              | 北緯35度43分6.5秒 東経139度44分11秒 | 現在は図書館流通センター本社ビル |
| 15 | 東町アパートメント     | 1930年                       | 1992年（平成4年）  | 深川区住吉 （現・江東区住吉）                          | 3階建1棟、18戸               | 北緯35度41分23.7秒 東経139度48分42.5秒 | 住利共同住宅の隣り。一般向けのアパートメント事業として建てられた。 現在はあそか病院の敷地                                               |
| 16 | 江戸川アパートメント   | 1934年（昭和9年）            | 2003年（平成15年） | 牛込区（現・新宿区）新小川町二丁目                     | 4階建1棟、 6階建1棟、260戸   | 北緯35度42分25.7秒 東経139度44分30秒 | 現在はアトラス江戸川アパートメント |

### 設計組織
最初期の中之郷アパートの設計は東京帝国大学建築学科教授内田祥三（同潤会理事）の研究室で行われ、岸田日出刀が関与したという。その後本部組織が独立してからも、建築部長を務めた川元良一をはじめ、鷲巣昌・黒崎英雄・拓殖芳男・土岐達人ら、内田の教え子たちである東京帝国大学建築学科出身者が多く在籍した。「建築非芸術論」で知られる野田俊彦も一時期嘱託として籍を置き、大塚女子アパートの設計に関与した。

### 平面計画
同潤会アパートは階段室型のプランを基本とした（第2次世界大戦後の公団住宅でも多く採用されたプラン）。ただし、虎ノ門アパート、大塚女子アパート、江戸川アパート（5・6階の独身用）は中廊下型、代官山アパート（独身者棟）、東町アパートは片廊下型である。
猿江裏町共同住宅では片廊下型が採用された。同住宅の設計に関わった中村寛（内務省技師）は片廊下型のプランについて、建設コスト、通風、採光の点で優れるが、プライバシーに難点があり、高級アパートメントには向かないが、労働者向けには適している、と述べている。

### 設備
電気、ガス、水道の設備を備え、トイレは当初から水洗式を採用した。

当時の東京の一般住宅にまだ内湯は少なく、同潤会アパートでも近隣の銭湯を利用するところが多かった。虎ノ門、大塚、江戸川は浴室があった（江戸川では一部の住居に内湯もあった）。代官山では敷地内に銭湯を設けていた。

## 同潤会解散後
1941年（昭和16年）、戦時体制下に住宅営団が発足すると、同潤会はこれに業務を引き継いで解散した。太平洋戦争末期の1945年（昭和20年）5月、アメリカ軍による空襲で山の手方面が大きな被害を受けた際、街路樹が全焼した表参道では同潤会アパート前のケヤキだけが焼け残り、防火壁としての同潤会アパートの機能を実証した。
日本の敗戦後に住宅営団が解散すると、東京都内の同潤会アパートは東京都に引き継がれ、大部分は後に居住者に払下げられた。大塚女子アパートに限っては個人に払い下げると男性が住むようになる事を懸念した住民の要望を受け都営住宅として存続した。横浜の同潤会アパートは建財株式会社が管理することになり、賃貸住宅として存続した。

### 開発と保存運動

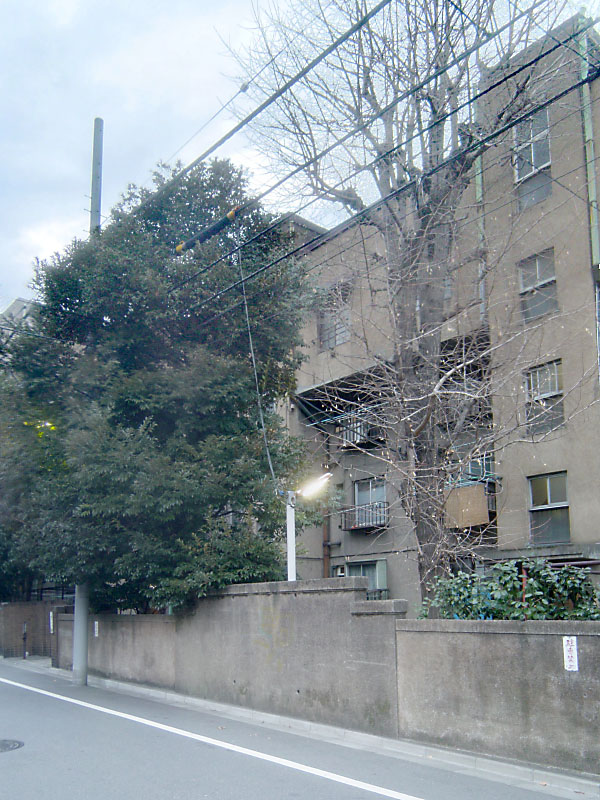
同潤会上野下アパート

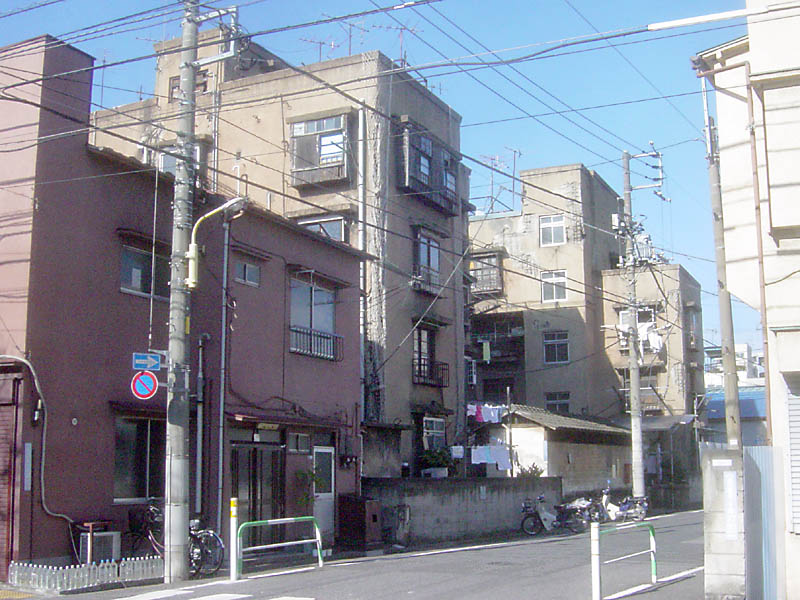
同潤会三ノ輪アパート

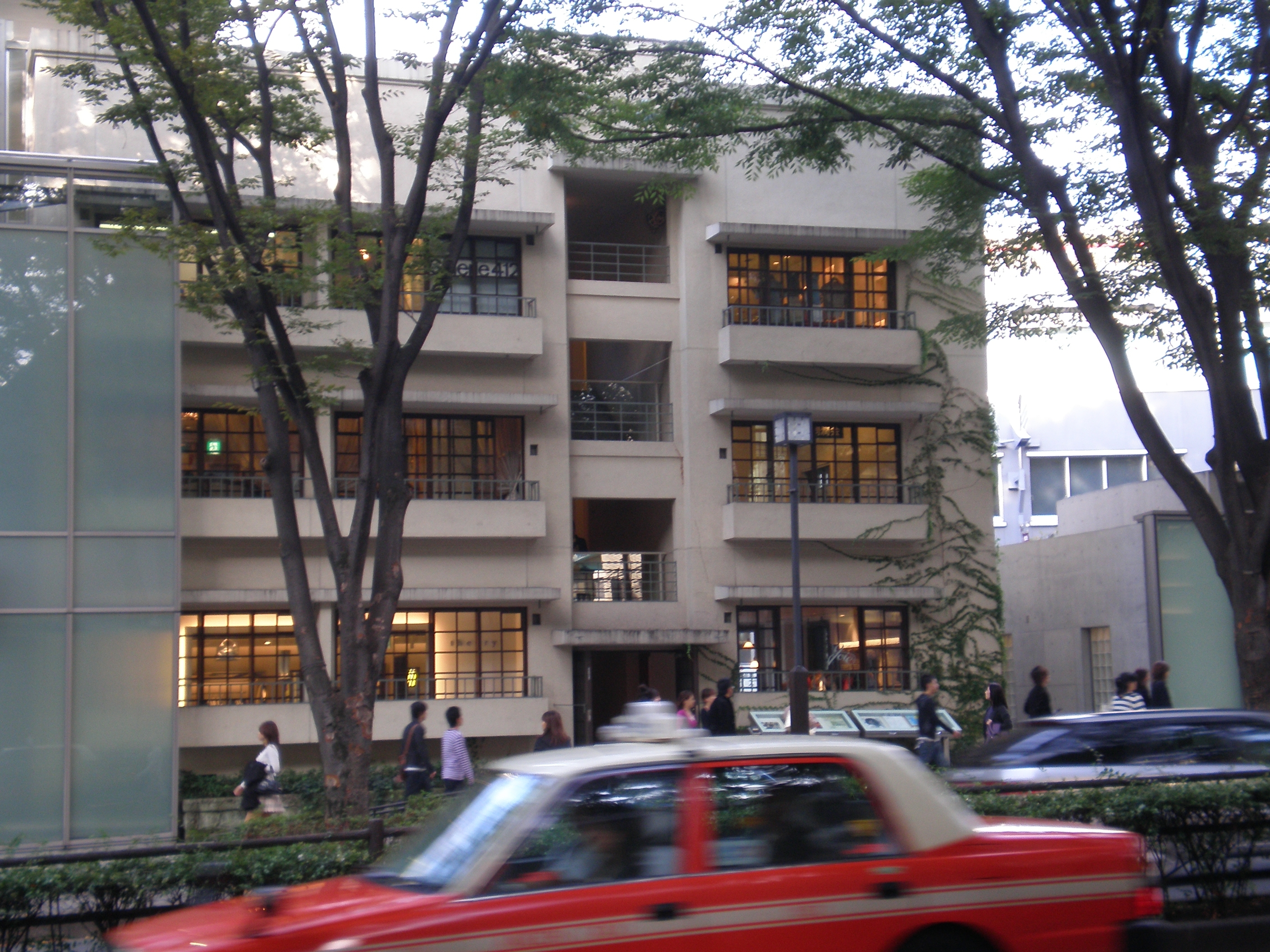
表参道ヒルズ一角に再現された同潤会青山アパート

同潤会アパートは老朽化のため順次、建て替えが進められた。跡地が大規模に再開発された事例として、代官山アパート跡地に2000年（平成12年）に完成した「代官山アドレス」、青山アパート跡地に2006年（平成18年）に完成した「表参道ヒルズ」などがある。一方、歴史的建築物として1999年には、日本の近代建築20選（DOCOMOMO JAPAN選定 日本におけるモダン・ムーブメントの建築）にも選定されている。代官山・青山・大塚女子・江戸川などでは取り壊しに際して保存運動も起こった。しかし、老朽化に伴う建物の劣化が著しく、住人にも建て替え希望者が多かった。立地条件が良い場所が多く、高層化することにより個人負担なしで建て替えが可能など、建て替えによるメリットが大きいと考えられたこともあって保存は困難だった。
2003年（平成15年）に青山・大塚女子・江戸川が取壊し。残る三ノ輪は2009年（平成21年）、上野下は2013年（平成25年）に取壊され、全ての同潤会アパートが姿を消した。
- 代官山アパートの部材は都市機構の集合住宅歴史館（八王子市）に移設され、室内が復元された。同館は2022年3月に閉館し、2023年9月、北区赤羽台の「URまちとくらしのミュージアム」に移転。
- 青山アパート東端の1棟が安藤忠雄の設計によって外観が再現された。表参道ヒルズの「同潤館」として商業施設の一部となっている。
- 江戸川アパート取壊しの際には、部材を江戸東京博物館に移し室内を再現するという新聞報道がされたが、実現しなかった。同館には猿江裏町共同住宅で使われていた郵便受け口が保存されている[15]。

## 同潤会アパートに関連した作品
映像作品
- 海岸物語 昔みたいに…(青山:1988）
- 東京物語（映画：青山・平沼（室内のみ?））
- スワロウテイル（深川）

小説
- 大いなる幻影（大塚女子：戸川昌子）
- よみがえる星座―the scene of 表参道同潤会アパート
- 終わらざる夏（浅田次郎）
- ナラタージュ（島本理生）
- 不知火海（しらぬいかい）（内田康夫）
- 同潤会代官山アパートメント（三上延）

漫画
- ACONY(しきみ野アパートのモデル)

## 元住人
カッコ内は住んでいたアパート名など。
- 長岡鉄男（青山アパート）
- 安部磯雄（江戸川アパート）
- 見坊豪紀（江戸川アパート、明解国語辞典初版を執筆）
- 鈴木東民（江戸川アパート）
- 坪内士行（江戸川アパート）
- 雲井浪子（江戸川アパート）
- 坪内ミキ子（江戸川アパート）
- なだいなだ（江戸川アパート）
- 西村孝次（江戸川アパート）[16]
- 西村賢太（江戸川アパート）
- 原弘（江戸川アパート）[16]
- 前尾繁三郎（江戸川アパート）[16]
- 水谷準（江戸川アパート）
- 正宗白鳥（江戸川アパート）[17]
- 増村保造（江戸川アパート）[18]
- 山内義雄（江戸川アパート）[16]
- 丸山茂雄（江戸川アパート）
- 戸川昌子（大塚女子アパート）
- 浅沼稲次郎（清砂通アパート）
- 江戸英雄（結婚前の一時期「渋谷同潤会のアパート」で1人暮らし）[19]
- 西山卯三（代官山アパート、1941-1944年に住んだ経験を『住み方の記』に書いた）
- 板井れんたろう（代官山アパート）
- 酒井一圭（柳島アパート）

住人ではないが、縁の深い人物
- 林家彦六 - 上野下アパートメントの向いの棟割長屋〈一部現存〉に永年住み、金子満広の選挙応援の際には、アパート住人に向かって街宣車上から「長屋の皆さん！」と呼び掛けた。